# Rhamphicarpa fistulosa
Rhamphicarpa fistulosa là loài thực vật có hoa thuộc họ Cỏ chổi. Loài này được (Hochst.) Benth. miêu tả khoa học đầu tiên năm 1846.

## Hình ảnh

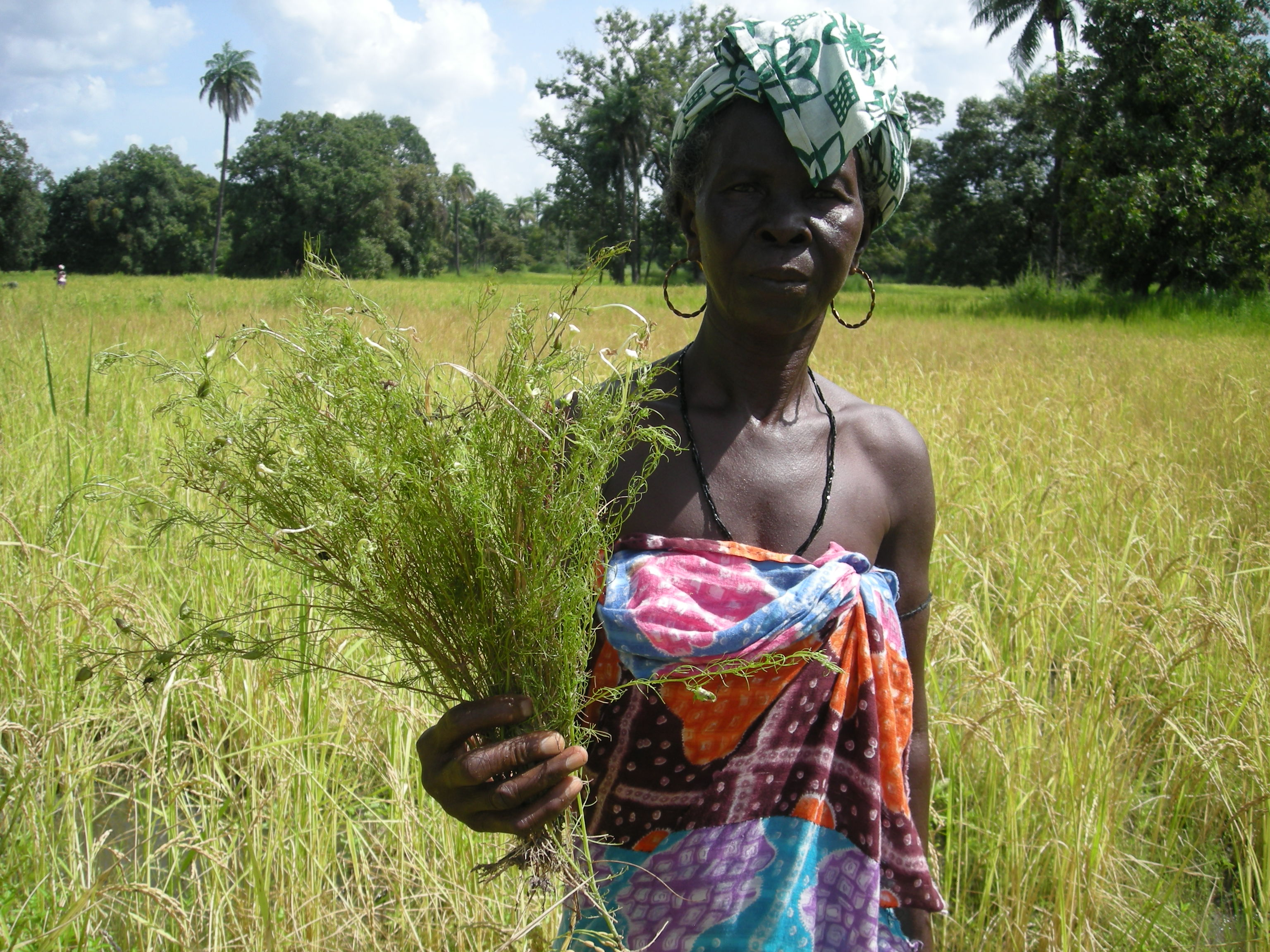
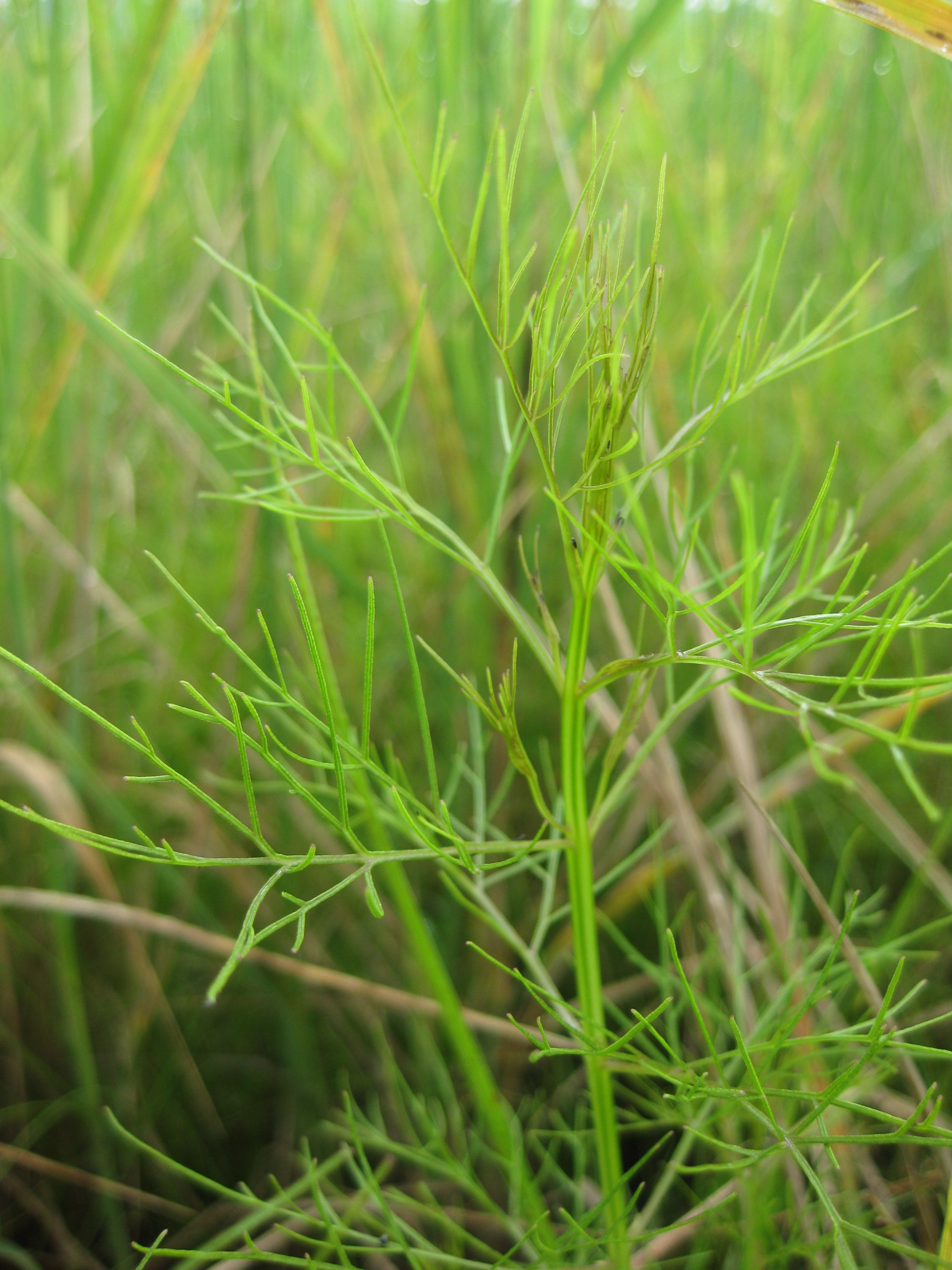